# Rhyothemis regalis
Rhyothemis regalis är en trollsländeart som först beskrevs av Karsch 1889.  Rhyothemis regalis ingår i släktet Rhyothemis och familjen segeltrollsländor. Inga underarter finns listade i Catalogue of Life.